# Mal Élevé

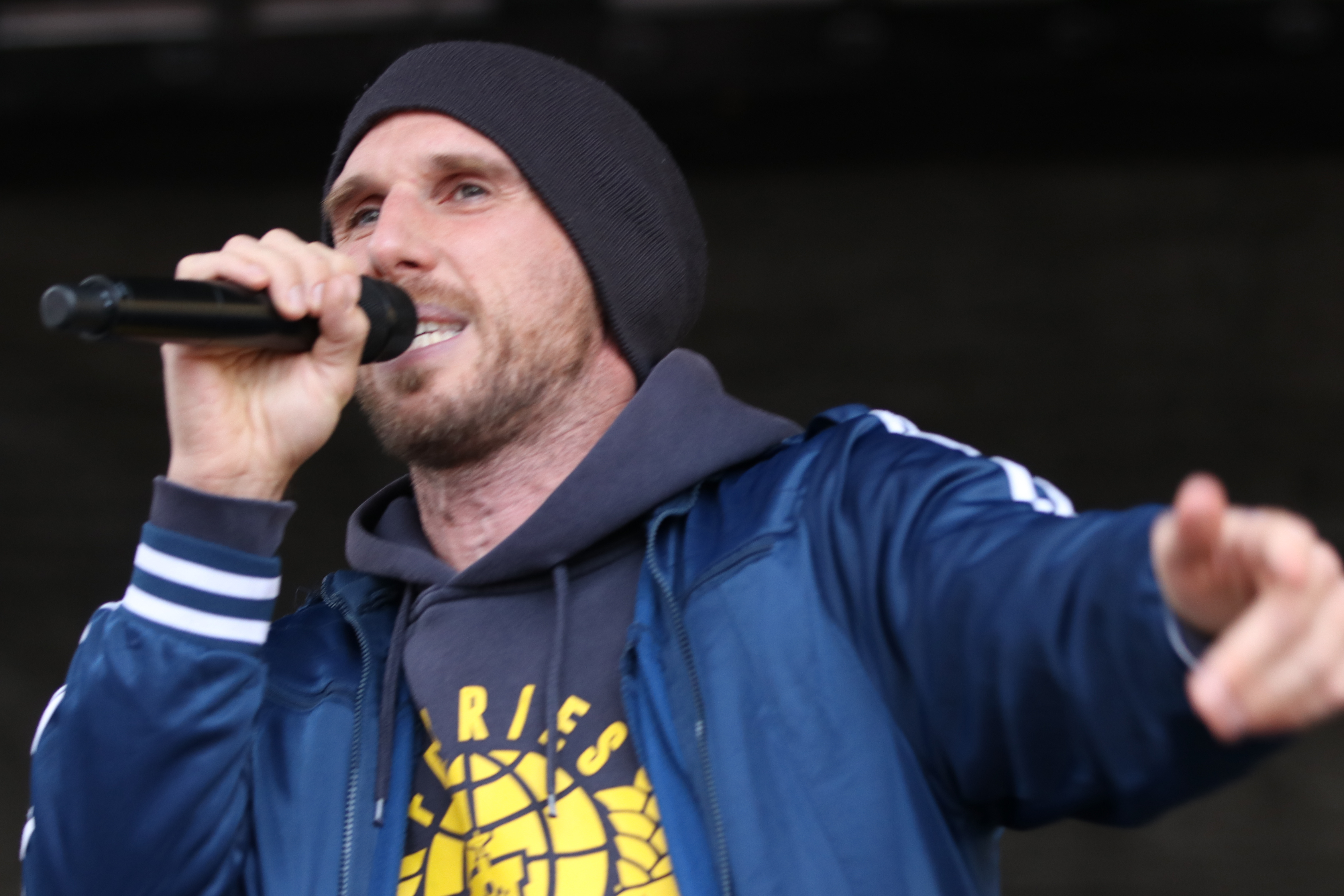
Mal Élevé 2018 auf dem Münchner Odeonsplatz

Mal Élevé (* 1983, bürgerlich Pablo Charlemoine) ist ein deutsch-französischer Musiker und Aktivist. Bekannt wurde Mal Élevé durch sein Mitwirken bei Irie Révoltés. Seit deren Auflösung 2017 ist er als Solokünstler unterwegs, meist in Begleitung seines Kollegen Osy Ris. 2025 kehrt er auch mit Irie Révoltés für ein Jahr auf die Bühne zurück. Mal Élevé bedeutet auf Französisch „schlecht erzogen“.

## Persönliches
Durch seine Eltern wurde Mal Élevé früh politisiert und mit 11/12 Jahren politisch aktiv. Der Vater des Künstlers ist sogenannter „Manouche“, so werden die Sinti in Frankreich bezeichnet. Mal Élevé ist vertraut mit der Kultur der Sinti und Roma, aber auch mit der Diskriminierung, die diese erfahren. Seine beiden Eltern haben ihm mitgegeben, dass sich von alleine nichts ändert, und in diesem Glauben lebt und musiziert der 42-Jährige noch immer. Den Song Yaya hat er für seine Familie geschrieben, insbesondere für seine verstorbene Großmutter.

## Karriere
Im Jahre 2000 gründete Mal Élevé mit seinem Bruder Carlos, dem Saxophonisten Tobias „Toby!“ Bär und dem Schlagzeuger Felix „Flex“ Mussell die Band Irie Révoltés. Die Band trat jahrelang auf den Hauptbühnen der großen Festivals u. a. in Deutschland, der Schweiz und der Tschechischen Republik auf und spielte in dieser Zeit über 500 Konzerte in 25 Ländern. Irie Révoltés spielten zudem regelmäßig auf Demonstrationen – unter anderem beim G20-Gipfel vor dem linksautonomen Zentrum Rote Flora – und Benefizveranstaltungen, um politische und soziale Projekte zu unterstützen.
Seit der Auflösung von Irie Révoltés im Jahr 2017 ist Mal Élevé als Solokünstler unterwegs. Sein Solo-Debütalbum Résistance mondiale stieg 2020 direkt auf Platz 15 der deutschen Albumcharts ein. 2022 folge MaliÉlevés tes Album Solidaridad und 2024 mit Amour & Résistance ein gemeinsames Album mit Osy Ris, der ihn auch bei seinen Konzerten begleitet. 2025 kehrt er mit Irie Révoltés für ein Jahr auf die Bühne zurück.

## Stil
Die Musik von Mal Élevé speist sich aus verschiedenen Genres. Unter anderem sind Elemente von Reggae, Dancehall, Ska, Rap und Punk seine Stilrichtung. Der Stil ist dabei stark von politischen Themen beeinflusst, Mal Élevé bezeichnet sich selbst als linksradikal.

## Soziales Engagement
Élevé unterstützt Viva con Agua, denen er 2019 das Lied Pani (Water is Life) widmete. Die Einnahmen aus dem Lied Mittelmeer wurden an Sea-Watch gespendet. Immer wieder spielt Mal Élevé auf Veranstaltungen und Demonstrationen. Am 8. April zum internationalen Tag der Roma geht er mit auf die Straßen. Oft in seiner Musik wird auch Polizeigewalt gegen Minderheiten thematisiert.
„Für mich war immer Musik und Aktivismus oder Politische Statements setzen immer eins [...] das eine kann ich nicht vom anderen trennen.“ sagt Élevé in einem Interview mit dem ARD 2023. Im Folgejahr spricht der Künstler mit der ARD über „Sinti und Roma in Deutschland und der Antiziganismus“.

## Diskografie
Alben 
- 2020: Résistance mondiale
- 2022: Solidaridad
- 2024: Amour & Résistance (mit Osy Ris)

EP’s
- 2022: Solidaridad EP
- 2023: Dream EP (mit Osy Ris & Irievibrations)

Singles
- 2024: 161
- 2020: No Pasaran
- 2018: Mittelmeer
- 2019: Non
- 2019: Jemais fatgué
- 2019: Megafon
- 2019: Pani (Water is life!) (mit Dabu Fantastic)
- 2020: No Pasaran (mit Swiss und die Andern, ZSK, EsRap, JuJu Rogers)
- 2021: Change the World (mit Crushow & Christopher Varnado)
- 2022: Alliance Antiraciste (mit Roger Rekless & Kutlu)
- 2022: Solidaridad
- 2022: Partigiani
- 2022: Positiv
- 2023: Jin Jiyan Azadi (mit Osy Ris & TriXstar)

 Gastbeiträge 
- 2019: Somos Luz (Wir sind Licht) (mit Che Sudaka)
- 2020: Génerations san frontières (EP mit Génerations san frontières)
- 2021: Big Ting a Gwaan (mit Wonda Prince)
- 2021: Punkrock Karate (mit Swiss & die Andern und Mortis)